# Молодіжний чемпіонат Європи з футболу 1998 (кваліфікація)
Молодіжний чемпіонат Європи з футболу 1998, кваліфікація — відбірний етап чемпіонату Європи, що відбувся з 23 квітня 1996 по 29 жовтня 1997.

## Група 1
|   |                      | І | В | Н | П | МЗ | МП | О  |
| - | -------------------- | - | - | - | - | -- | -- | -- |
| 1 | Греція               | 8 | 5 | 1 | 2 | 12 | 7  | 16 |
| 2 | Данія                | 8 | 5 | 1 | 2 | 16 | 9  | 16 |
| 3 | Хорватія             | 8 | 4 | 0 | 4 | 13 | 9  | 12 |
| 4 | Словенія             | 8 | 3 | 0 | 5 | 9  | 13 | 9  |
| 5 | Боснія і Герцеговина | 8 | 1 | 2 | 5 | 6  | 18 | 5  |

| - Греція 0–2 Словенія - Греція 1–0 Боснія і Герцеговина - Словенія 0–3 Данія - Боснія і Герцеговина 3–1 Хорватія - Данія 1–3 Греція - Словенія 2–0 Боснія і Герцеговина - Хорватія 0–1 Греція - Хорватія 2–0 Данія - Боснія і Герцеговина 0–0 Греція - Хорватія 2–0 Словенія | - Греція 2–0 Хорватія - Данія 2–1 Словенія - Данія 5–0 Боснія і Герцеговина - Боснія і Герцеговина 1–1 Данія - Хорватія 6–1 Боснія і Герцеговина - Словенія 1–3 Греція - Данія 1–0 Хорватія - Боснія і Герцеговина 1–2 Словенія - Греція 2–3 Данія - Словенія 1–2 Хорватія |

## Група 2
|   |         | І | В | Н | П | МЗ | МП | О  |
| - | ------- | - | - | - | - | -- | -- | -- |
| 1 | Англія  | 8 | 5 | 3 | 0 | 7  | 1  | 18 |
| 2 | Грузія  | 8 | 3 | 3 | 2 | 10 | 10 | 12 |
| 3 | Італія  | 8 | 3 | 2 | 3 | 17 | 6  | 11 |
| 4 | Польща  | 8 | 1 | 5 | 2 | 10 | 15 | 8  |
| 5 | Молдова | 8 | 1 | 1 | 6 | 5  | 17 | 4  |

| - Молдова 0–2 Англія - Молдова 0–3 Італія - Англія 0–0 Польща - Італія 6–0 Грузія - Грузія 0–1 Англія - Польща 1–3 Молдова - Англія 1–0 Італія - Італія 6–0 Молдова - Польща 1–1 Італія - Англія 0–0 Грузія | - Італія 1–1 Польща - Польща 1–1 Англія - Грузія 1–0 Молдова - Польща 2–2 Грузія - Англія 1–0 Молдова - Грузія 2–0 Італія - Молдова 0–0 Грузія - Молдова 2–3 Польща - Грузія 5–1 Польща - Італія 0–1 Англія |

## Група 3
|   |             | І | В | Н | П | МЗ | МП | О  |
| - | ----------- | - | - | - | - | -- | -- | -- |
| 1 | Норвегія    | 8 | 5 | 2 | 1 | 22 | 10 | 17 |
| 2 | Франція     | 8 | 4 | 3 | 1 | 13 | 8  | 15 |
| 3 | Швейцарія   | 8 | 2 | 3 | 3 | 13 | 17 | 9  |
| 4 | Фінляндія   | 8 | 2 | 3 | 3 | 8  | 10 | 9  |
| 5 | Угорщина    | 8 | 1 | 1 | 6 | 9  | 20 | 4  |
| 6 | Азербайджан | 0 | 0 | 0 | 0 | 0  | 0  | 0  |

| - Норвегія 1–1 Франція - Угорщина 0–1 Фінляндія - Фінляндія 1–1 Швейцарія - Норвегія 4–1 Угорщина - Швейцарія 3–7 Норвегія - Франція 2–0 Угорщина - Франція 1–0 Швейцарія - Норвегія 3–0 Фінляндія - Швейцарія 4–1 Угорщина - Франція 2–1 Фінляндія | - Фінляндія 1–1 Франція - Угорщина 2–0 Норвегія - Угорщина 2–2 Швейцарія - Фінляндія 0–0 Норвегія - Швейцарія 2–1 Фінляндія - Угорщина 2–4 Франція - Норвегія 4–1 Швейцарія - Фінляндія 3–1 Угорщина - Швейцарія 0–0 Франція - Франція 2–3 Норвегія |

## Група 4
|   |           | І  | В | Н | П | МЗ | МП | О  |
| - | --------- | -- | - | - | - | -- | -- | -- |
| 1 | Швеція    | 10 | 9 | 0 | 1 | 30 | 6  | 27 |
| 2 | Австрія   | 10 | 6 | 2 | 2 | 21 | 12 | 20 |
| 3 | Білорусь  | 10 | 6 | 2 | 2 | 17 | 7  | 20 |
| 4 | Латвія    | 10 | 2 | 2 | 6 | 6  | 18 | 8  |
| 5 | Шотландія | 10 | 2 | 1 | 7 | 10 | 20 | 7  |
| 6 | Естонія   | 10 | 1 | 1 | 8 | 4  | 25 | 4  |

| - Швеція 1–3 Білорусь - Австрія 4–0 Шотландія - Білорусь 3–1 Естонія - Латвія 0–2 Швеція - Естонія 1–1 Білорусь - Латвія 0–0 Шотландія - Естонія 0–1 Шотландія - Швеція 4–1 Австрія - Білорусь 2–0 Латвія - Австрія 0–0 Латвія - Шотландія 1–4 Швеція - Шотландія 4–0 Естонія - Шотландія 1–2 Австрія - Латвія 0–3 Білорусь - Австрія 7–1 Естонія | - Швеція 2–1 Шотландія - Естонія 0–1 Латвія - Білорусь 1–0 Шотландія - Латвія 1–3 Австрія - Естонія 0–2 Швеція - Білорусь 0–1 Швеція - Естонія 0–1 Австрія - Латвія 0–1 Естонія - Австрія 0–4 Швеція - Шотландія 0–3 Білорусь - Білорусь 1–1 Австрія - Швеція 5–0 Латвія - Швеція 5–0 Естонія - Шотландія 2–4 Латвія - Австрія 2–0 Білорусь |

## Група 5
|   |            | І | В | Н | П | МЗ | МП | О  |
| - | ---------- | - | - | - | - | -- | -- | -- |
| 1 | Росія      | 8 | 6 | 1 | 1 | 27 | 7  | 19 |
| 2 | Ізраїль    | 8 | 5 | 2 | 1 | 17 | 9  | 17 |
| 3 | Болгарія   | 8 | 4 | 0 | 4 | 16 | 12 | 12 |
| 4 | Кіпр       | 8 | 3 | 1 | 4 | 16 | 15 | 10 |
| 5 | Люксембург | 8 | 0 | 0 | 8 | 3  | 36 | 0  |

| - Росія 2–1 Кіпр - Ізраїль 2–0 Болгарія - Ізраїль 1–0 Росія - Люксембург 0–4 Болгарія - Люксембург 1–7 Росія - Кіпр 1–1 Ізраїль - Кіпр 3–0 Болгарія - Ізраїль 2–1 Люксембург - Кіпр 0–4 Росія - Люксембург 0–5 Ізраїль | - Болгарія 3–1 Кіпр - Росія 8–0 Люксембург - Ізраїль 4–3 Кіпр - Болгарія 3–0 Люксембург - Росія 1–1 Ізраїль - Болгарія 3–1 Ізраїль - Люксембург 1–2 Кіпр - Болгарія 1–2 Росія - Росія 3–2 Болгарія - Кіпр 5–0 Люксембург |

## Група 6
|   |            | І | В | Н | П | МЗ | МП | О  |
| - | ---------- | - | - | - | - | -- | -- | -- |
| 1 | Іспанія    | 8 | 7 | 1 | 0 | 18 | 6  | 22 |
| 2 | Югославія  | 8 | 6 | 0 | 2 | 14 | 3  | 18 |
| 3 | Словаччина | 8 | 3 | 1 | 4 | 16 | 10 | 10 |
| 4 | Чехія      | 8 | 3 | 0 | 5 | 13 | 13 | 9  |
| 5 | Мальта     | 8 | 0 | 0 | 8 | 0  | 29 | 0  |

| - Югославія 1–0 Мальта - Чехія 4–0 Мальта - Словаччина 3–0 Мальта - Чехія 1–2 Іспанія - Югославія 3–0 Чехія - Іспанія 1–1 Словаччина - Іспанія 1–0 Югославія - Мальта 0–3 Іспанія - Іспанія 1–0 Мальта - Мальта 0–6 Словаччина | - Чехія 0–1 Югославія - Югославія 1–2 Іспанія - Югославія 1–0 Словаччина - Іспанія 4–0 Чехія - Словаччина 0–1 Чехія - Словаччина 0–1 Югославія - Мальта 0–5 Чехія - Словаччина 3–4 Іспанія - Чехія 2–3 Словаччина - Мальта 0–6 Югославія |

## Група 7
|   |            | І | В | Н | П | МЗ | МП | О  |
| - | ---------- | - | - | - | - | -- | -- | -- |
| 1 | Нідерланди | 8 | 6 | 1 | 1 | 26 | 5  | 19 |
| 2 | Туреччина  | 8 | 5 | 0 | 3 | 16 | 8  | 15 |
| 3 | Бельгія    | 8 | 4 | 1 | 3 | 16 | 12 | 13 |
| 4 | Уельс      | 8 | 4 | 0 | 4 | 9  | 9  | 12 |
| 5 | Сан-Марино | 8 | 0 | 0 | 8 | 2  | 35 | 0  |

| - Сан-Марино 0–3 Уельс - Уельс 4–0 Сан-Марино - Бельгія 1–2 Туреччина - Уельс 0–2 Нідерланди - Сан-Марино 1–5 Бельгія - Нідерланди 0–1 Уельс - Туреччина 3–0 Сан-Марино - Уельс 0–3 Туреччина - Бельгія 2–2 Нідерланди - Нідерланди 6–0 Сан-Марино | - Уельс 1–0 Бельгія - Туреччина 0–1 Нідерланди - Туреччина 1–2 Бельгія - Сан-Марино 0–7 Нідерланди - Бельгія 3–0 Сан-Марино - Туреччина 3–0 Уельс - Нідерланди 5–2 Бельгія - Сан-Марино 1–4 Туреччина - Нідерланди 3–0 Туреччина - Бельгія 1–0 Уельс |

## Група 8
|   |                    | І | В | Н | П | МЗ | МП | О  |
| - | ------------------ | - | - | - | - | -- | -- | -- |
| 1 | Румунія            | 8 | 8 | 0 | 0 | 18 | 4  | 24 |
| 2 | Ісландія           | 8 | 4 | 1 | 3 | 10 | 10 | 13 |
| 3 | Ірландія           | 8 | 3 | 0 | 5 | 11 | 7  | 9  |
| 4 | Литва              | 8 | 3 | 0 | 5 | 8  | 12 | 9  |
| 5 | Північна Македонія | 8 | 1 | 1 | 6 | 3  | 17 | 4  |

| - Ісландія 2–0 Македонія - Румунія 2–1 Литва - Литва 0–3 Ісландія - Ірландія 4–0 Македонія - Ісландія 2–3 Румунія - Ірландія 0–1 Ісландія - Македонія 0–1 Румунія - Литва 1–2 Румунія - Македонія 0–4 Ірландія - Румунія 1–0 Ірландія | - Македонія 1–1 Ісландія - Ісландія 0–2 Литва - Ірландія 2–0 Литва - Румунія 3–0 Македонія - Ісландія 1–0 Ірландія - Литва 1–0 Македонія - Литва 2–1 Ірландія - Румунія 4–0 Ісландія - Ірландія 0–2 Румунія - Македонія 2–1 Литва |

## Група 9
|   |            | І | В | Н | П | МЗ | МП | О  |
| - | ---------- | - | - | - | - | -- | -- | -- |
| 1 | Німеччина  | 8 | 6 | 2 | 0 | 20 | 3  | 20 |
| 2 | Україна    | 8 | 5 | 1 | 2 | 14 | 4  | 16 |
| 3 | Португалія | 8 | 4 | 2 | 2 | 20 | 11 | 14 |
| 4 | Албанія    | 8 | 1 | 1 | 6 | 6  | 19 | 4  |
| 5 | Вірменія   | 8 | 1 | 0 | 7 | 8  | 31 | 3  |

| - Вірменія 3–4 Португалія - Україна 1–0 Португалія - Албанія 2–4 Португалія - Вірменія 0–1 Німеччина - Албанія 3–2 Вірменія - Португалія 1–0 Україна - Португалія 1–2 Німеччина - Албанія 0–3 Україна - Албанія 0–4 Німеччина - Німеччина 2–0 Україна | - Україна 7–0 Вірменія - Україна 1–1 Німеччина - Португалія 1–1 Албанія - Україна 1–0 Албанія - Португалія 8–1 Вірменія - Німеччина 1–1 Португалія - Вірменія 2–0 Албанія - Німеччина 7–0 Вірменія - Вірменія 0–1 Україна - Німеччина 2–0 Албанія |

## Переможці груп
| Група | Група      | І | В | Н | П | МЗ | МП | О  |
| ----- | ---------- | - | - | - | - | -- | -- | -- |
| 1     | Румунія    | 6 | 6 | 0 | 0 | 14 | 4  | 18 |
| 2     | Іспанія    | 6 | 5 | 1 | 0 | 14 | 6  | 16 |
| 3     | Швеція     | 6 | 5 | 0 | 1 | 18 | 4  | 15 |
| 4     | Норвегія   | 6 | 4 | 2 | 0 | 18 | 7  | 14 |
| 5     | Німеччина  | 6 | 4 | 2 | 0 | 12 | 3  | 14 |
| 6     | Нідерланди | 6 | 4 | 1 | 1 | 13 | 5  | 13 |
| 7     | Росія      | 6 | 4 | 1 | 1 | 12 | 6  | 13 |
| 8     | Греція     | 6 | 4 | 0 | 2 | 11 | 7  | 12 |
| 9     | Англія     | 6 | 3 | 3 | 0 | 4  | 1  | 12 |

8 та 9 місце проведуть матч плей-оф.

### Плей-оф
- Греція —  Англія 2:0 та 2:4

## Кваліфікувались до фінальної частини
| Країна     | Групи              | Попередні турніри                            |
| ---------- | ------------------ | -------------------------------------------- |
| Норвегія   | Група 3            | 0 (дебют)                                    |
| Швеція     | Група 4            | 3 (1986, 1990, 1992)                         |
| Росія      | Група 5            | 1 (1994)                                     |
| Іспанія    | Група 6            | 7 (1982, 1984, 1986, 1988, 1990, 1994, 1996) |
| Нідерланди | Група 7            | 2 (1988, 1992)                               |
| Румунія    | Група 8            | 0 (дебют)                                    |
| Німеччина  | Група 9            | 2 (1992, 1996)                               |
| Греція     | Переможець плей-оф | 1 (1988, 1994)                               |